# Escola Superior d'Art Dramàtic Eòlia
EÒLIA Centre Superior d'Art Dramàtic és un centre superior d'art dramàtic creat el 2000 a Barcelona especialitzat en interpretació i direcció escènica i dramatúrgia. Al costat del centre hi ha el Teatre Eòlia, que el 2016 va començar a fer temporades estables amb l'objectiu de vincular l'ensenyament i el món professional.
Els ensenyaments artístics superiors formen part de l'Espai europeu d'educació superior des del curs acadèmic 2010-2011. Des de l'any 2012 Eòlia CSAD és un centre autoritzat per a impartir Ensenyaments Superiors d'Art Dramàtic. L'Agència per a la Qualitat del Sistema Universitari (AQU-Catalunya), per encàrrec del Departament d'Ensenyament de la Generalitat de Catalunya i a través del programa AUDIT-EAS, és la responsable de la verificació, el seguiment, la modificació i l'acreditació dels ensenyaments artístics superiors, des de l'any 2012.

## Història
Va ser fundada l'any 2000 i està associada amb les companyies de teatre Tricicle i Dagoll Dagom. Des de l'any 2012, coincidint amb el seu reconeixement oficial com a centre homologat) també amb el Projecte Galilei. La societat va ser formada per Fortià Viñas, Rosa Galindo, Joan Lluís Bozzo, Miquel Periel, Anna Rosa Cisquella, Joan Gracia, Paco Mir, Carles Sans, Josep Galindo i Pablo Ley.
L'any 2014, la Comissió Europea va concedir al centre la Carta Erasmus d'Educació Superior de Mobilitat Internacional a fi i efecte que l'alumnat pogués complementar els seus estudis a altres centres europeus. Va fer convenis d'intercanvi internacional d'alumnat de titulació superior amb la Universitat d'Illinois a Chicago (EUA), la Rose Bruford College (Londres, Regne Unit) i l'Akademie für Darstellende KunstBaden-Württemberg (Alemanya). El 2014 entre el seu equip docent hi figuraven Carol López, Viv Manning, Mariona Castillo, Ferran Utzet, Marc Rosich, Marc Artigau, Israel Solà, Marilia Samper, David Pintó, Gustavo Llull, Joan Maria Segura Bernadas, Carla Torres, Ferran Madico, etc.
El 2015 l'escola va ampliar l'oferta formativa amb el projecte Eòlia I+D, un pla d'orientació professional per crear vincles entre l'ensenyament i el món professional a partir de la plataforma de producció teatral Companyia Eòlia, quatre espais de creació per investigar, crear i produir arts escèniques, el teatre Eòlia amb una producció continuada i programes de recerca i investigació.